# Antoni Aleksandrowicz (architekt)
Antoni Aleksandrowicz (ur. 1868 na Podkarpaciu, zm. 10 stycznia 1941 w Warszawie) – polski architekt, artysta malarz, scenograf i dekorator, pasjonat żeglarstwa i pierwszy w Polsce konstruktor łodzi żaglowych, inicjator utworzenia i współorganizator Yacht Klubu Polski.

## Życiorys
Urodził się na Podkarpaciu w roku 1868. Uprawiać żeglarstwo zaczął w Rydze. W późniejszych latach działał w Warszawie. Był architektem i artystą malarzem. Pracował m.in. w Teatrze Wielkim (Opera Warszawska) jako scenograf i dekorator.
Po odzyskaniu niepodległości Polski zaangażował się – wspólnie z gen. Mariuszem Zaruskim – w działania zmierzające do popularyzacji tego sportu w kraju, który po wielu latach odzyskał dostęp do morza. Był inicjatorem utworzenia Yacht Klubu Polskiego (YKP) i jego współorganizatorem, konstruktorem jachtów, uczestnikiem regat i pierwszych rejsów bałtyckich, m.in. na s/y Witeź (pierwszym polskim jachcie pełnomorskim). Pełnił funkcję wicekomandora YKP i prezesa Polskiego Związku Żeglarskiego (1925 i 1929–1931).
19 marca 1931 „za zasługi na polu rozwoju sportu” został odznaczony przez Prezydenta RP Ignacego Mościckiego Złotym Krzyżem Zasługi.
Zmarł w Warszawie 10 stycznia 1941 roku, po ciężkiej chorobie i przebytej operacji. Do jego trumny włożono banderkę klubową.
W kwietniu 2011 r. odbył się XXXIX. Nadzwyczajny Zjazd Delegatów YKP, zwołany w celu pośmiertnego nadania Antoniemu Aleksandrowiczowi i gen. Mariuszowi Zaruskiemu Godności Komandora Honorowego Yacht Klubu Polski.

## Działalność w YKP na tle jego historii
1923–1924
U schyłku roku 1923 grupa pasjonatów żeglarstwa zaczęła tworzyć podstawy amatorskiego polskiego żeglarstwa. W lutym 1924 roku Antoni Aleksandrowicz (inicjator tych działań), gen. Mariusz Zaruski i kilku innych doświadczonych żeglarzy oraz członkowie „Ligi Morskiej i Rzecznej" (prezes – admirał Kazimierz Porębski) utworzyli Komitet Organizacyjny Klubu Żeglarskiego. W skład Komitetu weszli: Antoni Aleksandrowicz (przewodniczący), Witold Budkis, Zygmunt Grabowski, Konstanty Rakusa-Suszczewski i Julian Rummel. Przewodniczący Komitetu opracował statut klubu, po czym członkowie założyciele (25 osób) złożyli wniosek o rejestrację stowarzyszenia o nazwie „Yacht-Klub Polski".
1925

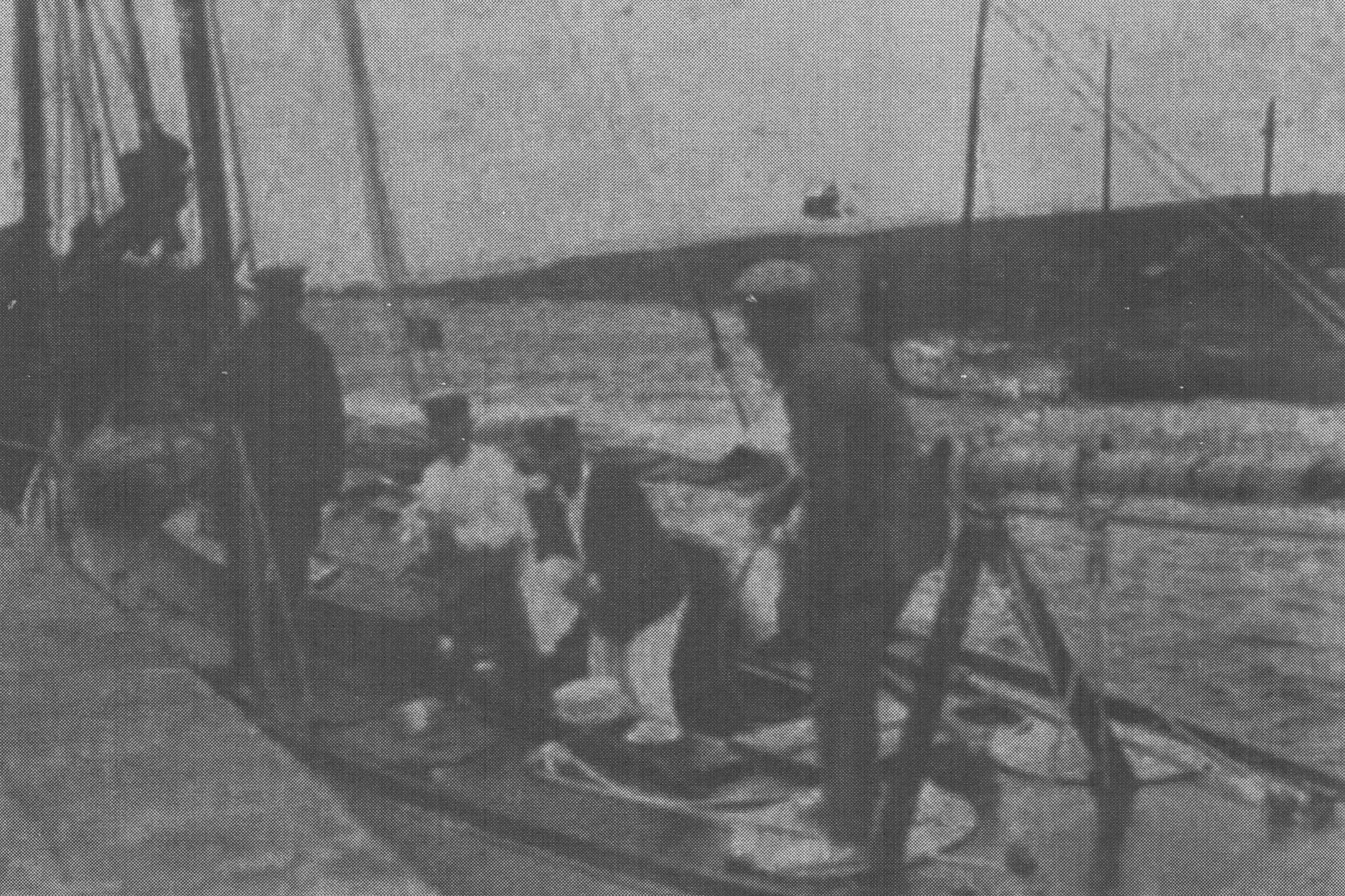
s/y Witeź w porcie na szwedzkiej wysepce Han-ö (fot. Antoni Aleksandrowicz, 1925)

Po oficjalnej rejestracji YKP (10 grudnia 1924) zgodnie z jego statutem zwołano na 6 lutego 1925 r. pierwsze Walne Zgromadzenie, na którym wybrano władze Klubu. Pierwszym komandorem został gen. Mariusz Zaruski, a wicekomandorem – Antoni Aleksandrowicz.
Działalność Zarządu była od pierwszego roku bardzo intensywna; A. Aleksandrowicz poświęcał jej cały czas wolny od pracy. Opracował regulamin portowy i regulamin etykiety żeglarskiej, zaprojektował flagę, proporzec, znak pieczęci, ubiór klubowy. W czasie pierwszego polskiego żeglarskiego rejsu bałtyckiego na „Witeziu" był zastępcą kapitana – gen. M. Zaruskiego.
W tym samym roku Yacht Klub Polski, reprezentowany przez wicekomandora A. Aleksandrowicza, zgłosił swój akces do Polskiego Związku Żeglarskiego (PZŻ). Zmieniony statut PZŻ, opracowany również przez A. Aleksandrowicza został zarejestrowany w maju 1926 r. (YKP był jednym z czterech klubów-członków założycieli nowego PZŻ). W czerwcu 1925 r. otwarto zaprojektowaną przez A. Aleksandrowicza przystań pływającą, zakotwiczoną przy praskim brzegu Wisły, poniżej Mostu Poniatowskiego. Organizowano szkolenia Młodzieżowej Kadry Żeglarskiej YKP (teoretyczne i praktyczne, w Warszawie i Gdyni-Oksywie).
1926
Sezon żeglarski roku 1926 rozpoczęto uroczystym podniesieniem flagi YKP. Uroczystość otworzył komandor M. Zaruski, a klubową flagę podniósł wicekomandor A. Aleksandrowicz. Ochrzczono 6 nowych jachtów. Były to, obok 4. klasowych jachtów, zakupionych w Hamburgu („Riki”, „Tiki”, „Chochlik”, „Ahoj”), dwa prototypy jednoosobowych łodzi żaglowych (klasa V, 5 m²), zaprojektowanych i skonstruowanych przez A. Aleksandrowicza („Osa”, „Komar”). Wysoka ocena ich właściwości nawigacyjnych i regatowych oraz łatwość obsługi i manewrowania (cenna w przypadku prowadzenia szkoleń) spowodowały, że do wybuchu wojny w następnych latach wybudowano ponad 40 takich jachtów. Te i inne osiągnięcia Aleksandrowicza przyczyniły się do powstania i rozwoju polskiego szkutnictwa (opracował np. pierwsze polskie przepisy budowlane dla jachtów).
1927

Bandera Yacht Klubu Polski
(od roku 1927)

W dniu rozpoczęcia kolejnego sezonu wicekomandor A. Aleksandrowicz uroczyście podniósł, na warszawskiej przystani YKP, nową banderę klubową – banderę polskiej Marynarki Wojennej (decyzja Ministra Spraw Wewnętrznych), w której górnym lewym rogu znajduje się godło YKP – czerwony skośny krzyż z niebieską obwódką w białym polu. Na uroczystość podniesienia flagi przypłynął – w eskorcie honorowej statków motorowych Marynarki Wojennej, Policji i YKP – prezydent RP Ignacy Mościcki, witany przez gen. Mariusza Zaruskiego.
Kolejne lata
W roku 1928 funkcję komandora przejął od M. Zaruskiego Marian Turski, a wicekomandorem pozostał A. Aleksandrowicz. W tym roku rozpoczęto działania zmierzające do budowy stałej siedziby i portu YKP w Warszawie (ul. Miedzeszyńska, wówczas nr 2). Wybudowano przestronny hangar i budynek klubowy (projekt inż. arch. Ernesta Fryzendorfa, doświadczonego żeglarza, członka zarządu YKP i serdecznego przyjaciela A. Aleksandrowicza). W kwietniu 1930 i w marcu 1931 r. nastąpiły kolejne zmiany na stanowisku komandora, lecz funkcję wicekomandora nadal powierzano Antoniemu Aleksandrowiczowi.
W roku wybuchu II wojny światowej YKP obchodził XV-lecie istnienia. Liczył pięć oddziałów, ok. 500 członków, 18 jachtów morskich i 69 jednostek śródlądowych. Jeszcze w sierpniu 1939 roku, w miesiącu poprzedzającym miesiąc agresji hitlerowskiej, zorganizowano międzynarodowe regaty Mistrzostw Europy w Orłowie, w których uczestniczyli zawodnicy z sześciu państw. Reprezentanci innych państw już nie przybyli.